# ألفريد وردن
 ألفريد وردن (بالإنجليزية: Alfred Worden) (7 فبراير 1932 - 18 مارس 2020) هو أحد رواد الفضاء الأمريكيين الذين قاموا برحلات إلى القمر . ولد وردن في 7 فبراير 1932 في جاكسون ب ميتشجان . وكان ربانا لمركبة الفضاء command module pilot لبعثة أبولو 15 نهاية شهر يوليو أوائل أغسطس 1971 . وهو واحد من 24 رائد للفضاء قاموا حتي الآن برحلات إلى القمر .

## اقرأ أيضاً
- نيل أرمسترونج
- بز ألدرن
- مايكل كولينز
- جوردن كوبر
- شارلز كونراد
- جون يونغ
- كين ماتينجلي
- ديفيد سكوت
- شالز ديوك
- ألان بين
- لويس فريدمان
- أبولو 8
- أبولو 10
- أبولو 16
- مركبة الهبوط على القمر
- مركبة القيادة ووحدة الخدمة
- عربة قمرية

## وصلات خارجية
- ألفريد وردن على موقع IMDb (الإنجليزية)
- ألفريد وردن على موقع الموسوعة البريطانية (الإنجليزية)